# Melanoplus infantilis
Melanoplus infantilis är en insektsart som beskrevs av Scudder, S.H. 1878. Melanoplus infantilis ingår i släktet Melanoplus och familjen gräshoppor. Inga underarter finns listade i Catalogue of Life.